# Трёхсвятительская церковь (Шеки)
Трёхсвяти́тельская це́рковь (азерб. Üçmüqəddəs kilsəsi) — недействующий православный храм в городе Шеки Азербайджанской Республики. Появилась не позднее 1853 года и действовала до начала XX века. Ныне здесь функционирует Музей народного прикладного искусства.
Священники церкви в 1851—1863 годах был отец Евстафий Хуциев, 1868—1876 годах был отец Семеон Бегиев, 1877—1884 годах был отец Иродион Нанобов, 1885—1887 годах был отец Василий Карбелов, 1888—1889 годах  был отец Джанаев и c 1890 года был отец Давид Утиев.
В 1894—1896 годах в церкви служил псаломщиком Гавриил Печинский.
«Церковныя ведомости» (том 18) 1905 года издания указывает имя последнего священника, Давида Утиева. Также отмечается, что церковь относилась к Грузинской епархии (Грузинская епархия, заключающая в своём составе 12 монастырей и 485 приходских церквей Тифлисской, Бакинской, Елизаветпольской и Эриванской губерний и областей Карской, Дагестанской и Закаспийской, управлялась экзархом Грузии, имевшим пребывание в Тифлисе; при экзархе два викария, епископы Горийский и Алавердский).
В наше время могила жены Давида Утиева Анны находится в одной из южных абцисс церкви.
- Могила Анны, жены Давида Утиева.
- Могила Анны, жены Давида Утиева.